# Liste de prières associées au chapelet
Les prières associées au chapelet sont des pratiques dévotionnelles issues de la piété populaire catholique. Elles consistent en la récitation structurées de prières à l'aide d'un chapelet, objet de dévotion servant de support à la prière. Chaque partie du chapelet correspond à une séquence particulière de mots ou de prières, récitées selon un certain ordre établi.

## Rosaire
L'exemple le plus connu de prière basée sur le chapelet est le rosaire, datant du XIIIe siècle et qui, selon la tradition, aurait été transmis à Dominique de Guzmán par la Vierge Marie,. Le rosaire est une série de prières qui repose sur l'invocation de Dieu le Père et de la Vierge Marie, ainsi que la méditation de « mystères », qui sont des événements ou moments significatifs de la vie de Jésus Christ et de Marie. Pour chaque mystère énoncé, on récite une « dizaine » d'un chapelet, constituée d'un Notre Père, dix Je vous salue Marie, et un Gloire au Père.
Au XVIe siècle, par la bulle Consueverunt Romani Pontifices (1569), le pape Pie V a établi la forme actuelle de 15 mystères pour ce chapelet et ils le sont restés jusqu'au XXe siècle,. En 2002, dans sa lettre apostolique Rosarium Virginius Mariae, le pape Jean-Paul II a étendu le nombre de mystères à 20, en y ajoutant les mystères « lumineux », toutefois optionnels et sans modification des mystères originaux,,. 
Ces 20 « mystères » sont divisés en quatre chapelets de cinq mystères. La prière peut se limiter à un chapelet, ce qui représente la récitation de 5 dizaines et la méditation de l'une des séries de 5 mystères.

## Chapelet de la Miséricorde divine
Le chapelet de la Miséricorde divine est une dévotion à la Miséricorde divine basée sur des apparitions et révélations de Jésus-Christ rapportées par Faustine Kowalska (1905-1938), religieuse polonaise de la Congrégation des Sœurs de Notre-Dame de la Miséricorde connue sous le nom de « l'Apôtre de la Miséricorde »,,. 
D'après son journal personnel (Petit Journal, n°474-476), ce chapelet lui aurait été directement dicté par Jésus-Christ lors de visions les 13 et 14 septembre 1935, alors qu'elle était au couvent de Wilno (Vilnius),,. Faustine rapporte qu'elle a eu la vision d'un ange de la colère divine envoyé pour punir la terre pour ses péchés. En réponse, Faustine Kowalska a prié pour que l'ange retarde son châtiment et que le monde se repente. Alors qu'elle priait, elle a soudain eu une vision de la Sainte Trinité et a été emmenée devant le Trône de Dieu. Submergée par sa majesté, elle n'a pas osé répéter ses prières. Cependant, elle a ressenti la puissance de Jésus dans son âme et a entendu intérieurement deux nouvelles prières : « Père Éternel... » et « Par sa douloureuse Passion... ». Alors qu'elle était poussée à réciter ces prières, l'ange est devenu impuissant et incapable d'exécuter le châtiment,. Le lendemain, le 14 septembre 1935, alors qu'elle entrait dans une chapelle, elle entend à nouveau Jésus lui dicter les mêmes prières et la structure d'un nouveau chapelet basé sur celles-ci,. Faustine Kowalska a déclaré que Jésus lui a demandé de réciter ce chapelet et de le propager dans le monde entier,. 
Ce chapelet est récité avec le même chapelet que celui utilisé pour la récitation du rosaire. Sa récitation est toutefois plus brève, environ un tiers du temps nécessaire pour un chapelet traditionnel, et sa structure est restée inchangée depuis que Faustine l'a transmis. Le chapelet peut être accompagné de la vénération de l'image de la Divine Miséricorde,. Selon les visions rapportées dans son journal, la récitation du chapelet aurait trois effets principaux : obtenir miséricorde, avoir confiance en la miséricorde du Christ, et obtenir miséricorde pour les autres,,. Faustine rapporte également que Jésus aurait formulé plusieurs promesses à l’intention de ceux qui récitent ce chapelet, avec des grâces de miséricorde, notamment à l'heure de la mort,.

## Chapelet des sept Douleurs de Marie
Le chapelet des sept Douleurs de la Vierge Marie est une prière catholique associée à la dévotion à Notre-Dame des Douleurs et la méditation de sept grandes souffrances vécues par la Vierge Marie au cours de sa vie, notamment durant la Passion de son fils Jésus. Cette dévotion et la prière associée à ce chapelet ont été principalement promues par l’ordre des Servites de Marie depuis le XIIIe siècle,.
Le chapelet des sept Douleurs n'est pas basé sur un chapelet traditionnel mais sur un chapelet qui est lui spécifiquement dédié. Il se compose de 7 groupes de 7 grains, appelés « septaines », pour un total de 49 grains. Chaque septaine commence par un Notre Père et la méditation d'une douleur énoncée, suivie ensuite de sept Je vous salue Marie sur chaque petit grain. De manière similaire aux mystères du rosaire, chaque douleur correspond à la méditation d'un épisode douloureux de la vie de Marie, tels que la prophétie de Siméon ou la crucifixion de Jésus.
Entre 1981 et 1989, lors des apparitions mariales de Kibeho au Rwanda, la Vierge aurait invité les voyants à la remise en avant du chapelet des sept Douleurs,.

## Notre Père
Dans les établissements monastiques, on attendait des moines qu'ils prient quotidiennement la Liturgie des Heures en latin, langue liturgique de l'Occident chrétien. Comme il existe 150 Psaumes, cela pouvait éventuellement aller jusqu'à 150 fois par jour. Pour compter ces répétitions, ils ont utilisé des perles enfilées sur une corde et cet ensemble de perles de prière est devenu communément connu sous le nom de Pater Noster, qui est le latin pour "Notre Père".
Dans certaines maisons, les frères laïcs qui ne comprenaient pas le latin ou qui étaient illettrés étaient tenus de dire la prière du Seigneur un certain nombre de fois par jour tout en méditant sur les mystères de l'Incarnation du Christ. Les laïcs ont adopté cette pratique comme une forme de dévotion populaire. Le Paternoster pouvait être de longueur variable, mais était souvent composé de cinq dizaines de perles, qui, une fois exécutées trois fois, constituaient 150 prières.

## Chapelet de saint Michel

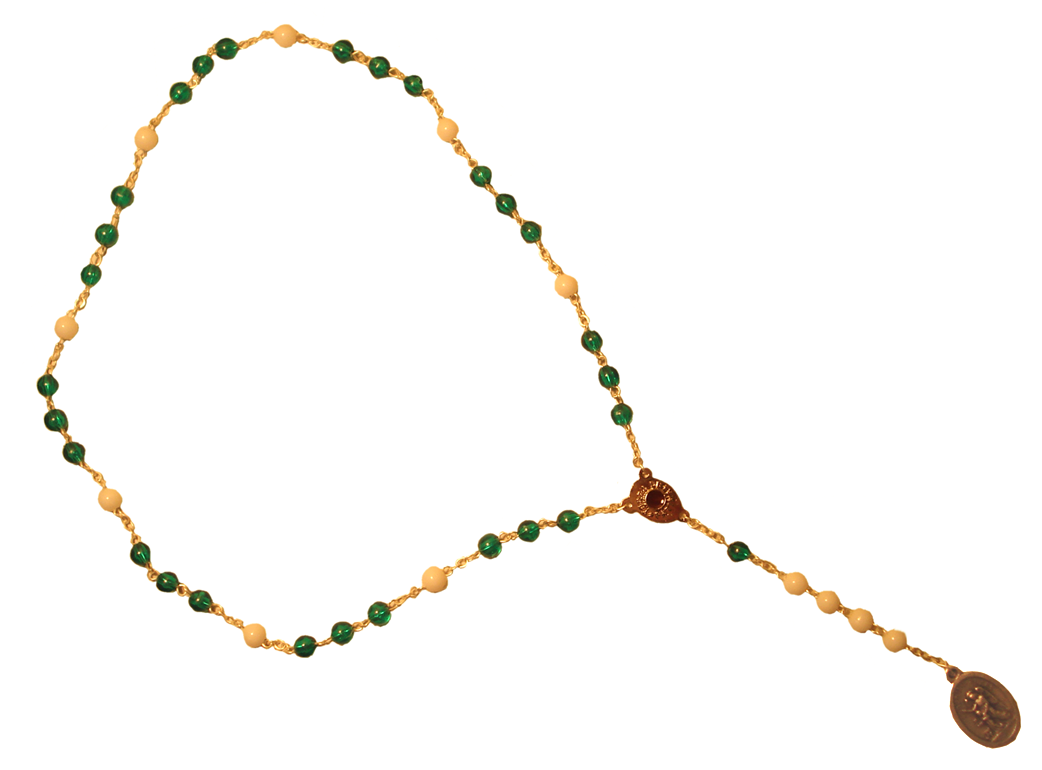
Un chapelet à saint Michel

Le chapelet à saint Michel archange a été approuvé par Pie IX en 1851 et donne droit à des indulgences. Il s'inspire d'une vision de l'archange Michel rapportée par la religieuse carmélite portugaise Antonia d'Astonac,.
Le chapelet comprend neuf salutations, une pour chaque chœur d'anges. Un Notre Père et trois Je vous salue Marie sont dits sur chaque section (une grande et trois petites perles). Il se termine par quatre  prières honorant les archanges Michel, Gabriel, Raphaël et l'ange gardien du fidèle. Le chapelet commence par un acte de contrition et se termine par une prière à saint Michel.

## Couronne franciscaine
En 1263, saint Bonaventure, ministre général de l'Ordre franciscain, encourage la dévotion liturgique honorant le mystère de la Visitation. Le chapelet franciscain, ou comme on l'appelle proprement, la couronne franciscaine, s'est développé au début du XVe siècle et a été officiellement créé en 1422. La couronne franciscaine se compose de sept dizaines de Je vous salue Marie, chacune précédée d'un Notre Père et suivie d'un Gloire à Dieu, et complétée par deux autres Je vous salue Marie après la 7e dizaine pour compléter le nombre 72 qui serait l'âge de Marie le temps de son Assomption. La Couronne rappelle les sept joies de Marie et comment elle a répondu à la grâce de Dieu dans sa vie. En plus de développer cette dévotion mariale, les franciscains sont crédités d'avoir ajouté les derniers mots au Je vous salue Marie : Sainte Marie, Mère de Dieu, priez pour nous pécheurs (d'après les écrits de saint Bernardino de Sienne ) maintenant et à l'heure de notre mort (d'après les écrits des Pères servites et du bréviaire romain).

## Rosaire des saintes plaies
Le rosaire des Saintes Plaies a été introduit au début du XXe siècle par la Vénérable sœur Marie-Marthe Chambon, une sœur laïque du monastère de l'Ordre de la Visitation à Chambéry, en France.
Ce chapelet médite spécifiquement sur les blessures de Jésus-Christ en tant qu'acte de réparation pour les péchés du monde. Ce chapelet se concentre également sur les prières pour les âmes du purgatoire. Sœur Marie Marthe a attribué à Jésus le but suivant du chapelet: « Il ne faut pas oublier ... les âmes du purgatoire, car il y en a peu qui pensent à leur soulagement. . . Les Saintes Plaies sont le trésor des trésors pour les âmes du Purgatoire. » ,,